# 후니오르 디아스
후니오르 엔리케 디아스 캠벨(스페인어: Júnior Enrique Díaz Campbell, 1983년 9월 12일 ~ )는 코스타리카의 전 축구 선수이다. 과거 코스타리카 축구 국가대표팀에서 활약하였다.